# Dai Guohong
Dai Guohong (戴國紅T, Dài GuóhóngP; Liaoyang, 3 settembre 1977) è un'ex nuotatrice cinese.

## Carriera
Appena diciassettenne trionfò due volte ai campionati mondiali di nuoto di Roma 1994, conquistando la medaglia d'oro sia nei 400m misti sia nella staffetta 4x100m misti.

## Palmarès
- Mondiali:

Roma 1994: oro nei 400m misti e nella 4x100m misti e argento nei 100m rana.
- Mondiali in vasca corta:

Palma di Maiorca 1993: oro nei 100m rana, nei 200m rana, nei 400m misti, nella 4x100m misti e argento nei 200m misti.
- Giochi asiatici

Hiroshima 1994: oro nei 100m rana, 200m misti e 4x100m misti e argento nei 400m misti e 200m rana.

### Coppa del Mondo
- Vincitrice della Coppa del Mondo di rana nel 1994
- Vincitrice della Coppa del Mondo di misti nel 1994